# Hispavista
Hispavista es una agencia de marketing digital de San Sebastián que desarrolla soluciones de consultoría y estrategia en línea para terceros.
Fue fundada en 1996 por los hermanos Elósegui (Jon, Paul y Unai Elósegui; tres ingenieros industriales por la Universidad de Navarra) como un buscador y portal de contenidos dedicado al público de habla castellana. Desde entonces, ha desarrollado su actividad en el mercado publicitario en línea, en servicios a empresas relacionados con soluciones en entornos web y en I+D+i en Internet.
En el año 2011 se crea HispaVista Labs siendo el primer centro de I+D+i en España dedicado exclusivamente a la investigación aplicada en Internet.
Hispavista S.L. con su portal, es la única pequeña empresa que compite en el mercado publicitario en línea con las grandes multinacionales de la red a nivel español e hispanoamericano. La empresa ha centrado su actividad en la creación y desarrollo de servicios, contenidos e iniciativas innovadoras en el ámbito de Internet. En el año 2006 se lanzó Tu.tv en el sector del vídeo en línea. En el año 2009 se lanzó Globedia entre los diarios digitales. Actualmente también se enfocan en proyectos relacionados con el Internet de las cosas y las 'smart cities'.

## Digital Makers
Hispavista, Digital Makers, está dedicada a la prestación de servicios profesionales en el ámbito de Internet. Su objetivo es generar valor añadido para sus clientes, incorporando a sus proyectos la dilatada experiencia de Hispavista realizando negocios por Internet y las oportunidades que el medio ofrece, observando siempre criterios de rentabilidad.
Actualmente ofrece sus servicios en el ámbito de:
- Consultoría en proyectos para Internet
- Desarrollo de páginas web
- Desarrollo de aplicaciones a medida para Internet
- Plataformas de comercio electrónico
- Marketing de buscadores (SEM)
- Optimización en buscadores (SEO)
- Herramientas 2.0: Redes sociales, Community Manager, escucha activa.

## HispaVista Labs
HispaVista Labs es la sección de HispaVista, dedicada a la innovación aplicada en ámbito de Internet. Surge con vocación de generar valor y dar respuesta a las exigencias de innovación del portal HispaVista, como a empresas de cualquier sector. HispaVista Labs es el primer centro de I+D+i en España dedicado exclusivamente a la investigación aplicada en Internet y pertenece a la Red Vasca de Ciencia Tecnología e Innovación
Las líneas estratégicas de HispaVista Labs son las siguientes:
- Investigación y desarrollo de proyectos innovadores de Internet
- Investigación y desarrollo de la tecnología web
- Investigación de nuevas áreas de aplicación de la tecnología web
- Participación en proyectos innovadores en cooperación con otras empresas
- Impulsar y difundir el uso de tecnología web en proyectos de innovación

## Servicios del portal
Hispavista.com
Hispavista.com nació como buscador en 1996 siendo uno de los primeros de la Red, para convertirse en un portal de contenidos.
Trabajos.com
Desde 1996, Trabajos.com es la web de empleo pionera en España, una herramienta de gestión orientada a la búsqueda y selección de personal. Actualmente, cuenta con más de 45.000 ofertas de empleo nuevas, más de 90.000 empresas usuarias y más de 6 millones de candidatos.
En el año 2005 se creó a su vez una canal de formación denominado Trabajos.com que complementa las ofertas de trabajo con cursos, másteres y postgrados de interés para los usuarios.
En 2014, lanzan un pionero proyecto de i+d, Laborímetro, un observatorio en línea del mercado laboral en España que permite obtener una visión general en base al número de ofertas y vacantes que, a lo largo del tiempo, se han ido publicando en nuestro país.
LaBolsa.com
Desde 1998, LaBolsa.com es el portal pionero y líder en información bursátil. Recoge los principales índices de cotización (Ibex 35, Dow Jones, Nasdaq, Nikkei...), renta fija, comentarios propios, análisis técnico y fundamental, recomendaciones, alertas, gráficos y servicio de noticias. Junto a ello, LaBolsa.com congrega una de las comunidades foristas más activas y reputadas de la red. Cuenta con 500.000 usuarios únicos al mes y 8 millones de páginas vistas mensualmente.
Tu.Tv
Desde 2006, Tu.Tv se ha convertido en el portal español líder en intercambio de vídeos. En unos años desde su lanzamiento, ha conseguido un incremento de uso medio mensual superior al 50%. Actualmente cuenta con 12 millones de usuarios únicos y 150 millones de páginas vistas al mes.
El portal nació en el marco de la generación de comunidades y ofrece a los usuarios múltiples funcionalidades para ver y compartir vídeos y fotovídeos. Entre las características del portal destacan:
- Visualización de vídeos en línea
- Vídeos para compartir en grupo cerrado de usuarios
- Votaciones y comentarios
- Mensajería interna entre los usuarios
- Fotovídeo: montaje automático de vídeos a partir de fotografías
- Captura rápida: grabación de vídeos directamente desde la webcam a Tu.tv

Sin embargo, Tu.TV  dejó de operar desde el 1 de octubre del 2018.
Globedia.com
Globedia.com como idea pionera de periódico social, busca servir de medio de comunicación a todas las personas que quieran expresar y difundir libremente sus pensamientos, ideas y opiniones de interés general.
Desde su lanzamiento a principios del 2009, se ha afianzado en el mercado como un medio de comunicación con más de 50.000 colaboradores registrados. Entre las características del portal destacan:
- En Globedia.com todas las noticias las redactan sólo los usuarios.
- Tanto las noticias destacas como las portadas las deciden también íntegramente los usuarios.
- Todos los redactores pueden ganar dinero publicando sus informaciones a través de la pulicidad de sus noticias.

Galeon.com
En 1999, HispaVista pone en marcha el servicio de alojamiento web, Galeon.com. Desde entonces, el portal incorporó nuevas funcionalidades siempre con el objetivo de que el usuario cuente con todo lo que necesita para el desarrollo y alojamiento de su página web. De este modo, los servicios ofrecidos por Galeon.com se dividen en tres grupos: Galeon Básico (servicio gratuito de alojamiento web), Galeón Plus (orientado a aquellos usuarios que demandan más espacio y transferencia) y Galeón Profesional (orientado al sector profesional que demanda características superiores). Cuenta con 8 millones de usuarios únicos y 35 millones de páginas vistas al mes

## 20º Aniversario
En 2016 Hispavista celebró sus primeros 20 años de trayectoria.